# Moussy (Nièvre)
Pour les articles homonymes, voir Moussy.
Moussy est une commune française située dans le département de la Nièvre, en région Bourgogne-Franche-Comté.

## Géographie

### Villages, hameaux, lieux-dits, écarts
Outre le bourg, la commune regroupe les hameaux et domaines isolés suivants : Brouillons (Les), Busseau, Colonne (La), Échu (L'), Éclus (L'), Ombreaux (Les), Tranchy (Le), Tuilerie (La) et Vigne (La).

### Communes limitrophes
| |               |               |                |                |
| \| Rose des vents \| Montenoison \| Champallement \| \| Rose des vents \| \| Rose des vents \| Oulon \| N \| Saint-Révérien \| Rose des vents \| \| Rose des vents \| Oulon \| O Moussy E \| Saint-Révérien \| Rose des vents \| \| Rose des vents \| Oulon \| S \| Saint-Révérien \| Rose des vents \| \| Rose des vents \| Saint-Franchy \| Crux-la-Ville \| \| Rose des vents \| |               |               |                |                |
| Rose des vents | Montenoison   | Champallement |                | Rose des vents |
| Rose des vents | Oulon         | N             | Saint-Révérien | Rose des vents |
| Rose des vents | Oulon         | O Moussy E    | Saint-Révérien | Rose des vents |
| Rose des vents | Oulon         | S             | Saint-Révérien | Rose des vents |
| Rose des vents | Saint-Franchy | Crux-la-Ville |                | Rose des vents |

### Climat
Pour des articles plus généraux, voir Climat de la Bourgogne-Franche-Comté et Climat de la Nièvre.
En 2010, le climat de la commune est de type climat des marges montargnardes, selon une étude du Centre national de la recherche scientifique s'appuyant sur une série de données couvrant la période 1971-2000. En 2020, Météo-France publie une typologie des climats de la France métropolitaine dans laquelle la commune est exposée à un climat océanique altéré et est dans la région climatique  Centre et contreforts nord du Massif Central, caractérisée par un air sec en été et un bon ensoleillement. 
Pour la période 1971-2000, la température annuelle moyenne est de 10,8 °C, avec une amplitude thermique annuelle de 15,8 °C. Le cumul annuel moyen de précipitations est de 972 mm, avec 13 jours de précipitations en janvier et 8,4 jours en juillet. Pour la période 1991-2020, la température moyenne annuelle observée sur la station météorologique de Météo-France la plus proche, « Premery », sur la commune de Prémery à 9 km à vol d'oiseau, est de 11,1 °C et le cumul annuel moyen de précipitations est de 911,1 mm. 
La température maximale relevée sur cette station est de 40,5 °C, atteinte le 11 août 2003 ; la température minimale est de −15,1 °C, atteinte le 26 janvier 2007,,. 
Les paramètres climatiques de la commune ont été estimés pour le milieu du siècle (2041-2070) selon différents scénarios d'émission de gaz à effet de serre à partir des nouvelles projections climatiques de référence DRIAS-2020. Ils sont consultables sur un site dédié publié par Météo-France en novembre 2022.

## Urbanisme

### Typologie
Au 1er janvier 2024, Moussy est catégorisée commune rurale à habitat dispersé, selon la nouvelle grille communale de densité à sept niveaux définie par l'Insee en 2022.
Elle est située hors unité urbaine et hors attraction des villes,.

### Occupation des sols
L'occupation des sols de la commune, telle qu'elle ressort de la base de données européenne d’occupation biophysique des sols Corine Land Cover (CLC), est marquée par l'importance des territoires agricoles (62,7 % en 2018), une proportion sensiblement équivalente à celle de 1990 (63,2 %). La répartition détaillée en 2018 est la suivante : prairies (44,3 %), forêts (34,4 %), terres arables (14,5 %), zones agricoles hétérogènes (3,9 %), milieux à végétation arbustive et/ou herbacée (2,9 %). L'évolution de l’occupation des sols de la commune et de ses infrastructures peut être observée sur les différentes représentations cartographiques du territoire : la carte de Cassini (XVIIIe siècle), la carte d'état-major (1820-1866) et les cartes ou photos aériennes de l'IGN pour la période actuelle (1950 à aujourd'hui).

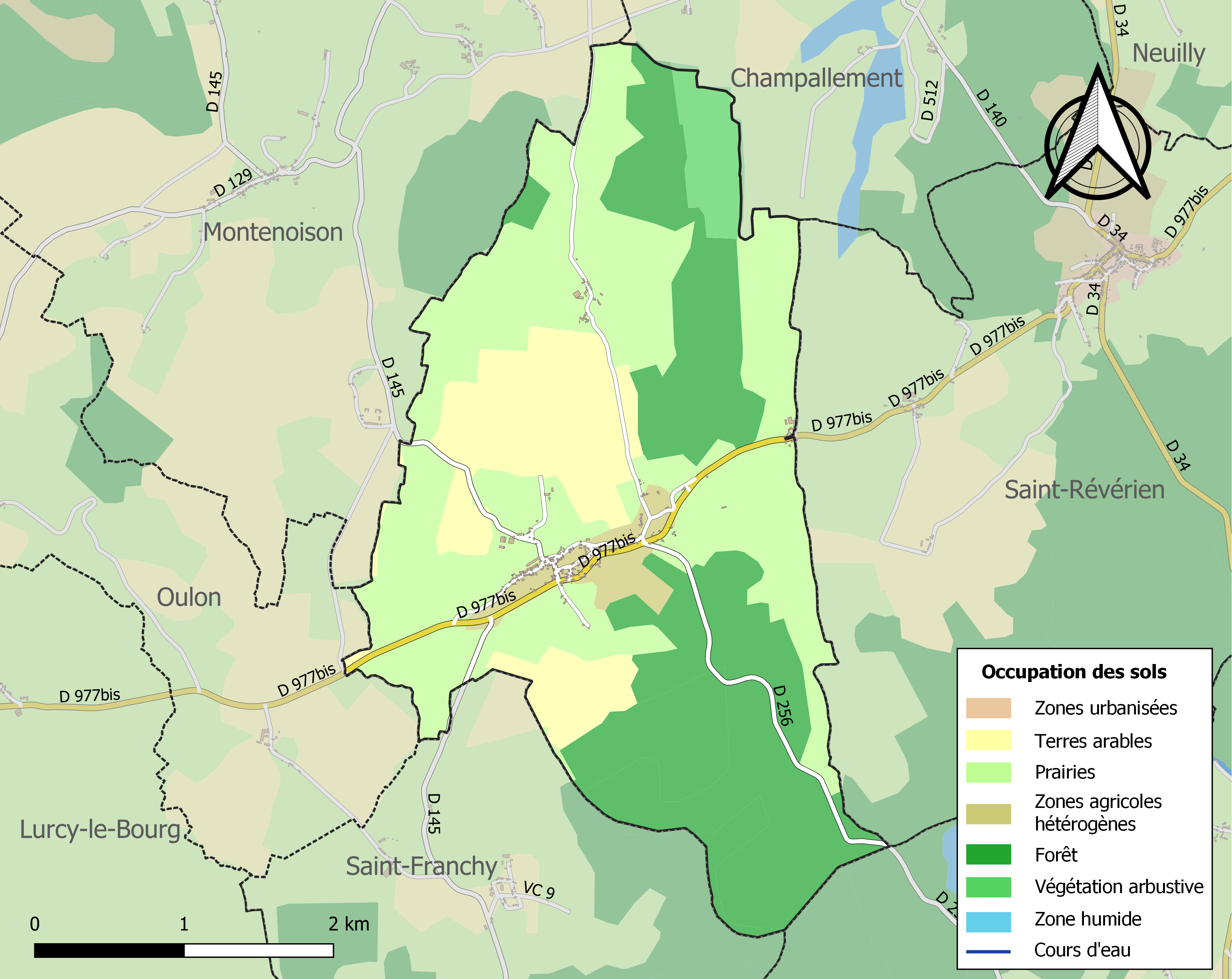
Carte des infrastructures et de l'occupation des sols de la commune en 2018 (CLC).

## Histoire
Moussy (ou Mossy) était un des fiefs des seigneurs de Thoury dès le XIVe siècle. C'est Jean I de Thoury (avant 1372, + après 1412), chevalier, seigneur de Thoury, de Montgarnaud, de Lentilly, Treigny, d'Origny, d'Urisy et de Dornes qui semble être le premier Thoury qualifié comme seigneur de Mossy en Nivernois. Il épouse en premières noces Margueritte Dauphin de Jaligny, dame de Dornes, et puis peut-être en secondes noces Agnès d'Arthel, qui sans doute lui aurait apporté Moussy.
Du second mariage, Jean I aurait eu, entre autres enfants, Jean II de Thoury qui hérita entre autres de Moussy. Jean II épousa Anne-Jeanne de Druy, toute descendance issue de ce mariage est inconnue.

## Politique et administration
| Période                                  | Période   | Identité         | Étiquette | Qualité  |
| ---------------------------------------- | --------- | ---------------- | --------- | -------- |
| mars 2008                                | en cours  | Gérard Martin    |           | Retraité |
| mars 2001                                | mars 2008 | Jacques Maupetit |           |          |
| Les données manquantes sont à compléter. |           |                  |           |          |

## Démographie
L'évolution du nombre d'habitants est connue à travers les recensements de la population effectués dans la commune depuis 1793. Pour les communes de moins de 10 000 habitants, une enquête de recensement portant sur toute la population est réalisée tous les cinq ans, les populations de référence des années intermédiaires étant quant à elles estimées par interpolation ou extrapolation. Pour la commune, le premier recensement exhaustif entrant dans le cadre du nouveau dispositif a été réalisé en 2004.

En 2022, la commune comptait 108 habitants, en évolution de +0,93 % par rapport à 2016 (Nièvre : −3,28 %, France hors Mayotte : +2,11 %).
| 1793 | 1800 | 1806 | 1821 | 1831 | 1836 | 1841 | 1846 | 1851 |
| ---- | ---- | ---- | ---- | ---- | ---- | ---- | ---- | ---- |
| 367  | 312  | 364  | 501  | 530  | 577  | 548  | 584  | 602  |

| 1856 | 1861 | 1866 | 1872 | 1876 | 1881 | 1886 | 1891 | 1896 |
| ---- | ---- | ---- | ---- | ---- | ---- | ---- | ---- | ---- |
| 574  | 572  | 632  | 566  | 601  | 575  | 567  | 517  | 506  |

| 1901 | 1906 | 1911 | 1921 | 1926 | 1931 | 1936 | 1946 | 1954 |
| ---- | ---- | ---- | ---- | ---- | ---- | ---- | ---- | ---- |
| 419  | 408  | 385  | 309  | 311  | 290  | 262  | 239  | 220  |

| 1962 | 1968 | 1975 | 1982 | 1990 | 1999 | 2004 | 2006 | 2009 |
| ---- | ---- | ---- | ---- | ---- | ---- | ---- | ---- | ---- |
| 208  | 190  | 153  | 144  | 99   | 106  | 109  | 108  | 118  |

| 2014 | 2019 | 2022 | - | - | - | - | - | - |
| ---- | ---- | ---- | - | - | - | - | - | - |
| 108  | 103  | 108  | - | - | - | - | - | - |

## Lieux et monuments
- Église Saint-Rémi , modeste église du XVIe siècle, modifiée au XIXe siècle. Fonts baptismaux du XVIe siècle. Surprenant panneau décoratif de la Grande Guerre[17].